# Paitone
Paitone é uma comuna italiana da região da Lombardia, província de Bréscia, com cerca de 1.654 habitantes. Estende-se por uma área de 7 km², tendo uma densidade populacional de 236 hab/km². Faz fronteira com Gavardo, Nuvolento, Prevalle, Serle, Vallio Terme.